# سلمى أرشيرد
سلمى أرشيرد (بالإنجليزية: Selma Archerd)‏ هي ممثلة أمريكية، ولدت في 26 فبراير 1925 بنيوآرك في الولايات المتحدة.

## أعمال

### أفلام
- (1988) موت قاسي[4][5][6]

## وصلات خارجية
- سلمى أرشيرد على موقع IMDb (الإنجليزية)
- سلمى أرشيرد على موقع ألو سيني (الفرنسية)
- سلمى أرشيرد على موقع أول موفي (الإنجليزية)
- سلمى أرشيرد على موقع قاعدة بيانات الأفلام السويدية (السويدية)
- سلمى أرشيرد على موقع قاعدة بيانات الفيلم (الإنجليزية)
- سلمى أرشيرد على موقع كينوبويسك (الروسية)